# Quimera

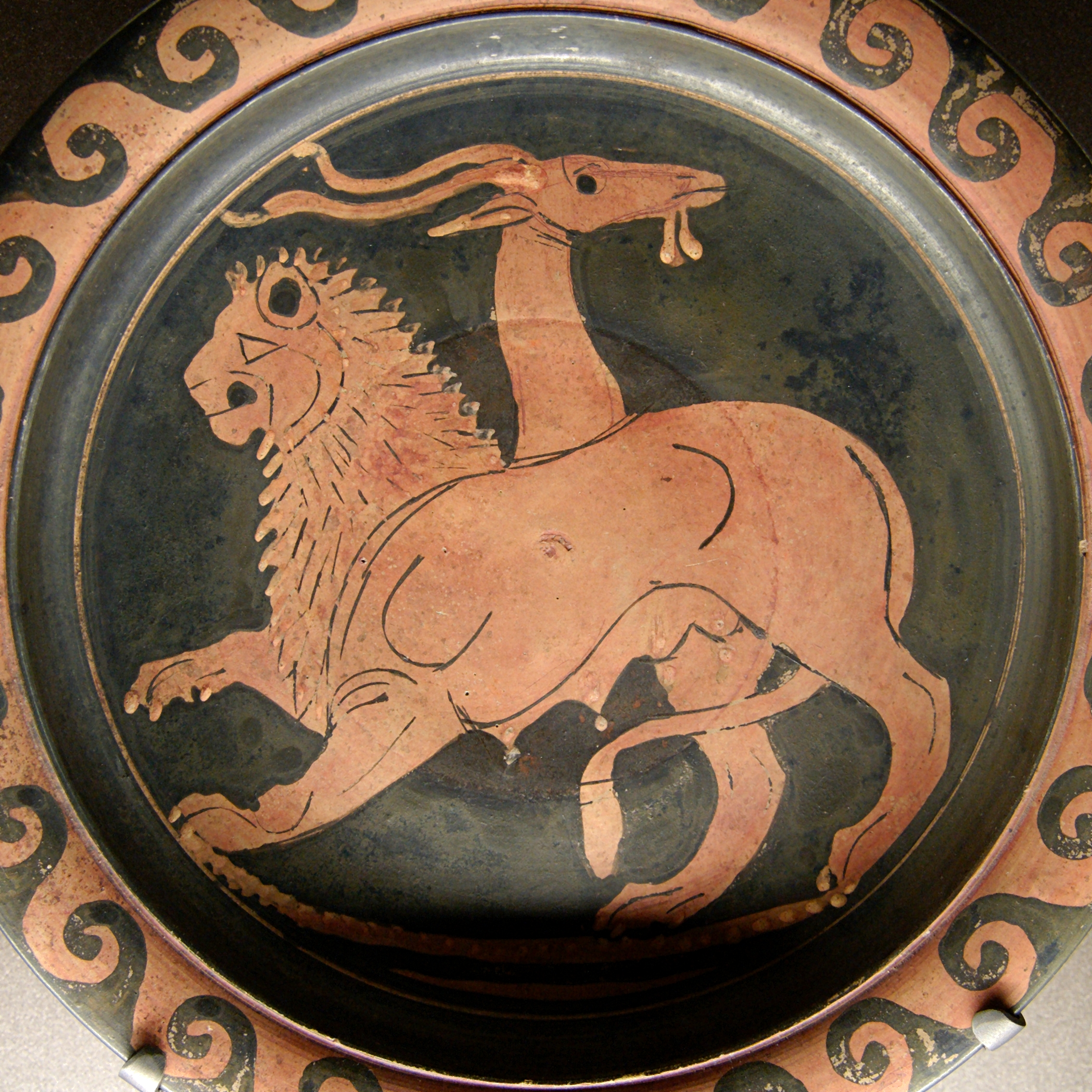
Representação de uma quimera em um prato de cerca de 350-

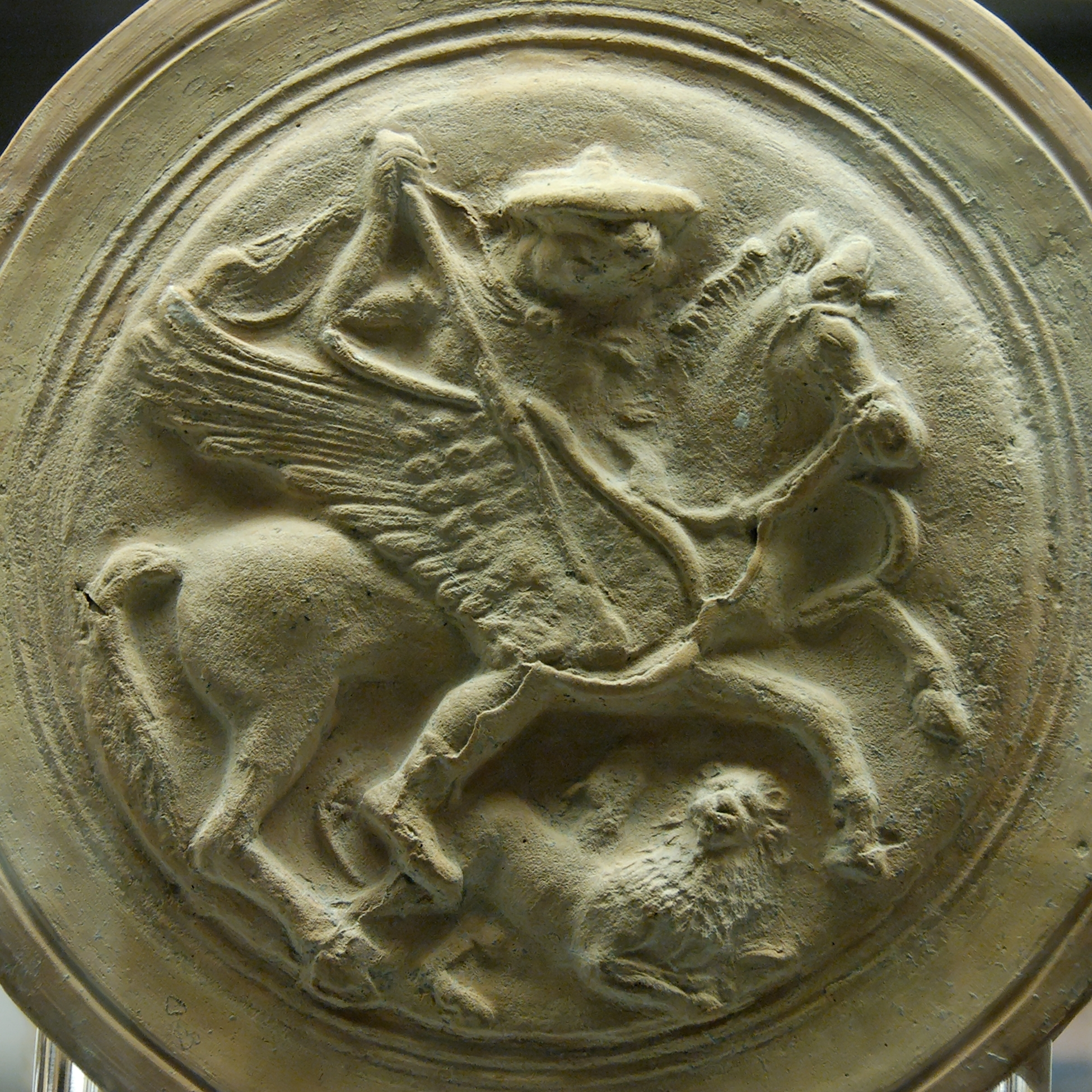
Belerofonte enfrentando a quimera. Gravura em terracota do século III a.C.

Quimera (em grego:  Χίμαιρα, transl.: Chímaira) é uma figura mística caracterizada por uma aparência híbrida de dois ou mais animais e a capacidade de lançar fogo pelas narinas, sendo, portanto, uma fera ou besta mitológica.

## Origem e evolução
Oriunda da Anatólia e cujo tipo surgiu na Grécia durante o século VII a.C., sempre exerceu atração sobre o imaginário popular. De acordo com a versão mais difundida da lenda, a quimera era um monstruoso produto da união entre Equidna — metade mulher, metade serpente — e o gigantesco Tifão.
Outras lendas a fazem filha da hidra de Lerna e do leão da Nemeia, mortos por Hércules. Criada pelo rei da Cária, mais tarde assolaria este reino e o de Lícia bafejando fogo incessantemente, até que o herói Belerofonte, montado no cavalo alado Pégaso, conseguiu matá-la.
Com o passar do tempo, chamou-se genericamente quimera a todo monstro fantástico empregado na decoração arquitetônica.
Na Alquimia, é um ser artificial (assim como o homúnculo), criado a partir da fusão de um ser humano e animal.carece de fontes.
Na Botânica, é quando uma planta é formada por vários tecidos geneticamente distintos. Na Genética, é quando um organismo é formado por duas linhagens genéticas, sendo cada uma originária de um organismo distinto.
Na Zoologia, existe um peixe denominado Quimera-antártica, que usualmente habita águas profundas nas regiões da Argentina e do Uruguai.
Figurativamente ou em linguagem popular mais ampla, o termo quimera alude a qualquer composição fantástica, absurda, monstruosa ou incoerente, constituída de elementos disparatados ou incongruentes, significando também utopia. A palavra quimera, por derivação de sentido, significa também o produto da imaginação, um sonho ou fantasia (por exemplo: A Quimera de Ouro).

## Aparência
Sua aparência é descrita diversamente nas várias narrativas mitológicas ou nas artes plásticas. Por exemplo: ⁣
- Cabeça de leão, cauda de dragão e corpo de cabra.
- Lança fogo pelas narinas e tem uma cauda de serpente e outra de leão.
- Teria duas asas, semelhantes às de um dragão, ligadas ao seu corpo de leão. Apesar de aparentemente não voar, algumas lendas ou mitologias mencionam o fato de poder voar.

## Atualidade
Após a Idade Média, com a expansão da ideia do dragão, a quimera perdeu espaço. Visivelmente, claro nas Igrejas Católicas atualmente, com São Jorge matando um Dragão substituindo Belerofonte e a quimera.